# Matawinie
Matawinie – regionalna gmina hrabstwa (MRC) w regionie administracyjnym Lanaudière prowincji Quebec, w Kanadzie. Stolicą jest miejscowość Rawdon. Składa się z 27 gmin: 13 gmin (municipalités), 2 parafii i 12 terytoriów niezorganizowanych.
Matawinie ma 49 516 mieszkańców. Język francuski jest językiem ojczystym dla 90,3%, atikamekw dla 4,1%, angielski dla 4,0% mieszkańców (2011).